# Vähä Komiojärvi
Vähä Komiojärvi är en sjö i kommunen Kemijärvi i landskapet Lappland i Finland. Arean är 36 hektar och strandlinjen är 2,6 kilometer lång. Sjön  ingår i Kemi älvs huvudavrinningsområde.   Den ligger omkring 72 kilometer nordöst om Rovaniemi och omkring 750 kilometer norr om Helsingfors. 